# کیم تائه-هوان
کیم تائه-هوان (انگلیسی: Kim Tae-hwan؛ زادهٔ ۲۴ ژوئیهٔ ۱۹۸۹) بازیکن فوتبال اهل کره جنوبی است.که در باشگاه فوتبال چونبوک هیوندای موتورز در پست مدافع بازی می‌کند.
از باشگاه‌هایی که در آن بازی کرده‌است می‌توان به باشگاه فوتبال اولسان هیوندای، باشگاه فوتبال سئول، و باشگاه فوتبال سئونگنام اشاره کرد.
وی همچنین در تیم‌های ملی فوتبال زیر ۲۳ سال کره جنوبی، و کره جنوبی بازی کرده‌است.